# Lista de treinadores do Chicago Bulls

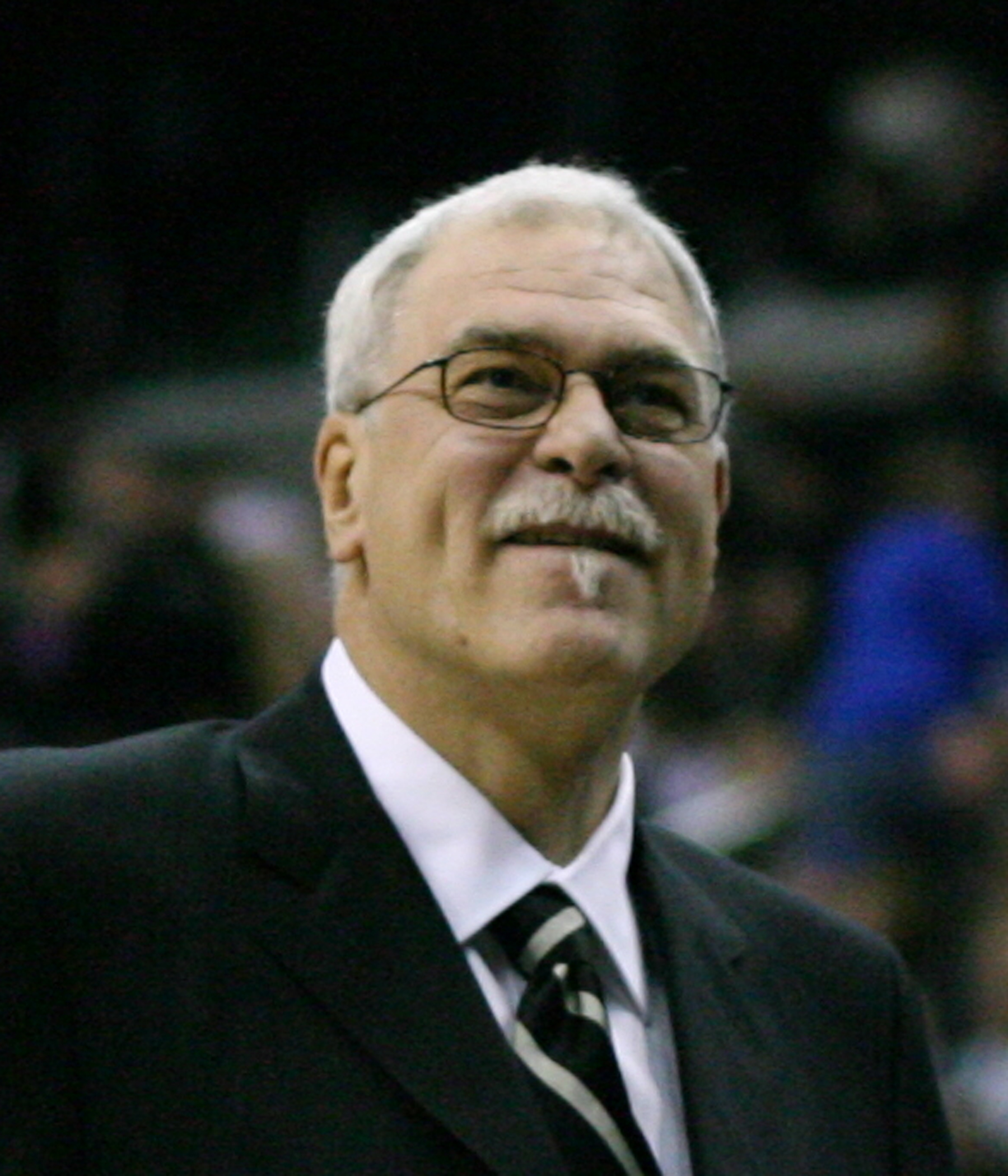
Phil Jackson venceu seis temporadas pelo Chicago Bulls entre 1991 a 1998.

Este anexo lista os treinadores do Chicago Bulls por ordem cronológica, time profissional de basquetebol, que pertence à Divisão Central, da Conferência Leste, da National Basketball Association. Tem como ginásio oficial o United Center. Fundado em 1966, o clube já venceu seis campeonatos. O Bulls tem como presidente Jerry Reinsdorf e é treinado por Vinny Del Negro, sendo John Paxson o gerente geral. Tem como ginásio oficial o United Center. A primeira temporada disputada pelo Bulls foi em 1966-67; na qual foi treinado por Johnny Kerr, onde o time terminou a temporada regular com uma desvantagem de 33–48, porém, estabeleceu-se um recorde, tendo sido o time que mais venceu (em critérios de porcentagem) na temporada de estreia. O primeiro título viria a ser conquistado em 1991 sob o comando de Phil Jackson. Em adição, venceu mais seis campeonatos na década de 1990.
A equipe já possuiu 20 treinadores diferentes desde a sua criação. Phil Jackson é quem mais treinou e venceu na temporada regular e nos playoffs. Ele e Jerry Sloan são os únicos técnicos do Bulls a serem introduzidos no Basketball Hall of Fame nesta categoria. Kerr, Dick Motta e Jackson conquistaram o prêmio Técnico do Ano da NBA com o clube. Ed Badger, Bill Berry, Bill Cartwright, Pete Myers e Jim Boylan iniciaram suas carreiras como treinadores no time. Sloan, Cartwright e Myers anteriormente eram jogadores do Bulls. O atual treinador é Vinny Del Negro, desde 2008.

## Técnicos

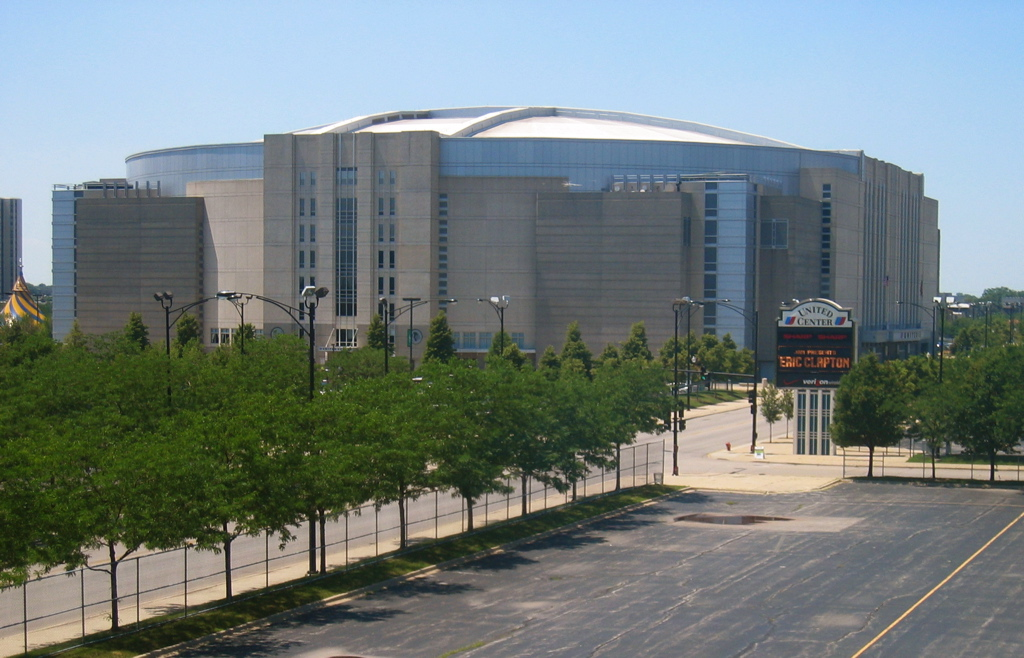
United Center, ginásio oficial da equipe do Chicago Bulls.

| # | Número de técnicos                                      |
| J | Jogos                                                   |
| V | Vitórias                                                |
| D | Derrotas                                                |
| % | Porcentagem de vitória                                  |
| † | Consta no Basketball Hall of Fame como técnico          |
| * | Durante a sua carreira como jogador, fez parte do Bulls |

| #  | Nome             | Tempo         | Temporada regular | Temporada regular | Temporada regular | Temporada regular | Playoffs | Playoffs | Playoffs | Playoffs | Conquistas | Referência |
| #  | Nome             | Tempo         | J                 | V                 | D                 | %                 | J        | V        | D        | %        | Conquistas | Referência |
| -- | ---------------- | ------------- | ----------------- | ----------------- | ----------------- | ----------------- | -------- | -------- | -------- | -------- | --- | ---------- |
| 1  | Johnny Kerr      | 1966–1968     | 163               | 62                | 101               | 38.0              | 8        | 1        | 7        | 12.5     | Técnico do Ano da NBA (1966-67)                                                                                               | [ 13 ]     |
| 2  | Dick Motta       | 1968–1976     | 656               | 356               | 300               | 54.3              | 47       | 18       | 29       | 38.3     | Técnico do Ano da NBA (1970-71)                                                                                               | [ 14 ]     |
| 3  | Ed Badger*       | 1976–1978     | 164               | 84                | 80                | 51.2              | 3        | 1        | 2        | 33.3     | | [ 5 ]      |
| 4  | Larry Costello   | 1978–1979     | 56                | 20                | 36                | 35.7              | —        | —        | —        | —        | | [ 15 ]     |
| 5  | Scotty Robertson | 1979          | 26                | 11                | 15                | 42.3              | —        | —        | —        | —        | | [ 16 ]     |
| 6  | Jerry Sloan†     | 1979-82       | 215               | 94                | 121               | 43.7              | 6        | 2        | 4        | 33.3     | | [ 17 ]     |
| 7  | Phil Johnson     | 1982          | 1                 | 0                 | 1                 | 0.0               | —        | —        | —        | —        | | [ 18 ]     |
| 8  | Rod Thorn        | 1982          | 30                | 15                | 15                | 50.0              | —        | —        | —        | —        | | [ 19 ]     |
| 9  | Paul Westhead    | 1983          | 82                | 28                | 54                | 34.1              | —        | —        | —        | —        | | [ 20 ]     |
| 10 | Kevin Loughery   | 1983-85       | 164               | 65                | 99                | 39.6              | 4        | 1        | 3        | 25.0     | | [ 21 ]     |
| 11 | Stan Albeck      | 1985–1986     | 82                | 30                | 52                | 36.6              | 3        | 0        | 3        | 0.0      | | [ 22 ]     |
| 12 | Doug Collins     | 1986–1989     | 246               | 137               | 109               | 55.7              | 30       | 13       | 17       | 43.3     | | [ 23 ]     |
| 13 | Phil Jackson†    | 1989–1998     | 738               | 545               | 193               | 73.8              | 152      | 111      | 41       | 73.0     | Técnico do Ano da NBA (1995-96) 6 Títulos (1991, 1992, 1993, 1996, 1997, 1998) Um dos 10 melhores técnicos da história da NBA | [ 2 ]      |
| 14 | Tim Floyd        | 1998-2001     | 239               | 49                | 190               | 20.5              | —        | —        | —        | —        | | [ 25 ]     |
| 15 | Bill Berry*      | 2001          | 2                 | 0                 | 2                 | 0.0               | —        | —        | —        | —        | | [ 6 ]      |
| 16 | Bill Cartwright* | 2001-2003     | 151               | 51                | 100               | 33.8              | —        | —        | —        | —        | | [ 7 ]      |
| 17 | Pete Myers*      | 2003          | 2                 | 0                 | 2                 | 0.0               | —        | —        | —        | —        | | [ 8 ]      |
| 18 | Scott Skiles     | 2003-2007     | 337               | 165               | 172               | 49.0              | 22       | 10       | 12       | 45.5     | | [ 26 ]     |
| —  | Pete Myers*      | 2007          | 1                 | 0                 | 1                 | 0.0               | —        | —        | —        | —        | | [ 8 ]      |
| 19 | Jim Boylan*      | 2007-2008     | 56                | 24                | 32                | 42.9              | —        | —        | —        | —        | | [ 9 ]      |
| 20 | Vinny Del Negro  | 2008-presente | 82                | 41                | 41                | 50.0              | —        | —        | —        | —        | | [ 27 ]     |